# D2: The Mighty Ducks
D2: The Mighty Ducks också känd som The Mighty Ducks 2 är den andra filmen i Mighty Ducks-trilogin. Den producerades av Avnet-Kerner productions och Walt Disney Pictures, distribuerades av Buena Vista Distribution och släpptes på biografer 25 mars 1994.
Filmtiteln är en referens till Terminator 2, som ofta förkortas "T2".

## Handling
Inspirerad av sina egna spelare bestämmer sig tränaren Gordon Bombay att spela i ett farmarlag. Efter en knäskada som förstör hans karriär återvänder han till Minneapolis och hans gamle vän Jans välkomnande armar. Bombay kan aldrig mer kan spela hockey. Därför börjar han jobba i Jans hockeybutik. Han blir sedan erbjuden en chans att träna det amerikanska laget i juniorversionen av Goodwill Games. Bombay antar erbjudandet på villkor att han får välja laguppställningen. Fem av spelarna väljs av sponsorn. Han samlar ihop sitt gamla lag Ducks och introducerar dem för sina nya lagkamrater: Luis Mendoza, en snabb spelare från Miami, Florida; Dwayne Robertson, en otroligt bra puckhanterare från Austin, Texas; Julie Gaffney, en stabil målvakt från Bangor, Maine; Ken Wu, en konståkare från San Francisco, Kalifornien; och Dean Portman, en tuff spelare från Chicago, Illinois. Sponsorn förser också laget med en privatlärare, Michelle McKay, (Kathryn Erbe). Tillsammans bildar de Team USA. När laget får redan på att deras uniformer har blivit anpassade efter sponsorn, klagar Charlie Conway, Bombays skyddsling, men Bombay försäkrar att det "bara är affärer".
Budskapet var att acceptera en förändring, vilket i detta fall var nödvändigt, då de spelar för och representerar USA. Kändisskapet distraherar Bombay, som börjar försumma sitt lag till fördel för en lyxig livsstil. Till en början vinner laget enkla segrar över Trinidad och Italien. Under denna tid blir Fulton Reed och Dean Portman kända för sin hårda spelstil och får smeknamnet "Buffelbröderna". Julie Gaffney pratar med Bombay om en chans att få spela, men han säger bara åt henne att vänta och vara tålmodig, därför att han vill använda Greg Goldberg så länge han spelar bra.
Verkligheten kommer tillbaka då laget förlorar med 12-1 mot Team Island, som tränas av en ex-NHL-spelare vid namn Wolf "The Dentist" Stansson, ökänd för att slå ut tänder ur munnen på folk - även sin tränare -, vilket ledde till förvisning från NHL och deportering. USA spelar dåligt. Dean Portman blir utvisad bara sekunder efter första tekningen (oprovocerad attack mot en motspelare och råkar fälla en domare) och målvakten Julie Gaffney blir utvisad innan hon hinner spela en sekund (fäller två spelare). Stjärncentern Adam Banks lyckas göra mål. Frustrerad börjar Bombay träna sina spelare ännu hårdare, men spelarna börja lida.
Till sist avbryter Michelle deras träning och konfronterar Bombay, medan ungarna stöter på ett streethockeylag som lär dem spela som "det riktiga Team USA". Bland annat lär en spelare den lilla, tysta Ken Wu hur man slåss. Russ Tyler (Keenan Thompson, hans filmdebut i en återkommande roll), som tidigare förlöjligade laget under matcherna, motiverar laget att jobba hårdare. Bombay fortsätter dock lida ända tills Jan besöker honom i LA och påminner honom hur mycket han brukade älska sporten. Under matchen mot Tyskland kommer inte Bombay, vilket tvingar Charlie att säga till domaren att Michelle är "Coach McKay". USA spelar dåligt och börjar tredje perioden lika, 2-2. Helt plötsligt dyker Bombay upp och ber om ursäkt för sitt beteende. Inspirerade av sin tränares "återkomst", använder laget Ducks "Flygande V"-formation, gör mål och går vidare till nästa omgång. Den förnyade Bombay upptäcker till sist Adams handledsskada och bänkar honom trots han klagomål. Charlie tar över platsen i laguppställningen och övertygar Bombay att låta Russ gå med i laget. Russ unika "kanonpuck", (som flyger som en sinuskurva), säkrar lagets vinst över Ryssland. Med den vinsten går Team USA vidare till finalmatchen och en returmatch mot Island, (som tidigare förlorade mot Ryssland och på så sätt tvingade fram en vinnaren-tar-allt-match). Innan matchen återkommer Adam till omklädningsrummet bara för att upptäcka att laguppställningen är full, men Charlie ger sin plats till honom, samtidigt som hans egna tränar- och ledarskapstalanger kommer fram.
Till en början verkar Island dominera Team USA igen, genom att ta en 4-1 ledning, fyra mål på två perioder och lyckades motstå en "Flygande V"-attack. Team USA lyckas göra ett mål på två perioder: Ken Wu efter en försvarsöppnande konståkningsmanöver. Islands målvakt blir förbannad och tänker slå ner Ken men Ken kastar klubban och handskarna på isen och ger Islands målvakt ordentligt med stryk vilket ger honom utvisning. Fulton och Dean blir imponerade av Kens plötsliga tuffhet och Ken blir medlem i Buffelbröderna och Fulton och Dean börjar bråka med det isländska laget. Detta ger dem båda utvisningar. Senare hoppar texasbon Dwayne Robertson in på isen med ett lasso för att rädda Connie Moreau från att bli tacklad av Olaf Sandersson, en hårding från Island. Dwayne visar sedan intresse för Connie. Han utvisas för "roping". Bombay är ursinnig och säger: "Det här är inte en hockeymatch, det är en cirkus."
Efter ett motiverande tal i omklädningsrummet och nya Duckströjor från Jan förnyas laget. Ducks lyckas göra tre mål, medan Island också gör ett, vilket betyder en 5-4-ledning. Tränaren Stansson, som har spionerat på Team USA under deras matcher, sätter tre man på att täcka Russ, så att inte kan göra sin "kanonpuck". Till sist, med några sekunder kvar, klär Bombay Russ i Goldbergs uniform och utrustning, för att hindra honom från att bli täckt. Russ får en klubba från Averman och skjuter en kanonpuck som gör att matchen slutar lika.
Matchen tvingas till straffläggning. Jesse Hall, Guy Germaine och Fulton Reed gör mål för Ducks. Dwayne Robertson stoppas av Wiesel. Goldberg släpper in tre mål. Adam är Ducks sista straffläggare, som innan han tar straffen testar sin handled på det sätt som Bombay lärt honom. Han gör mål och det står 4-3 till Ducks fördel, men det är fortfarande inte över. Gunnar Stahl, turneringens skyttekung, är Islands sista straffläggare. Bombay vet att Stahl helst skjuter på plocksidan av målvakten efter en trippeldragning, så han byter ut Goldberg mot Julie, som är snabbare med plockhandsken. Stahl kommer fram och skjuter ett hårt slagskott från toppen av slottet. Julie faller omkull på isen och efter ett par sekunder släpper hon pucken på isen. Ducks har vunnit turneringen.
Det blir en liten underhandling med Bombay, där han försöker få en egendesignad sko gjord. Han kallar den "The Bombay Loafer: För Barn Som Vill Bli Tränare". NBA-stjärnan Kareem Abdul-Jabbar är inte ett dugg imponerad över konceptet.

## Mottagande
Även om filmen fick usel kritik av kritikerna (den hade 15% på rottentomatoes.com i början av januari 2011), så drog filmen in hela $45 610 410 på biograferna.

## Skådespelare
- Emilio Estevez som Gordon Bombay

- Kathryn Erbe som Michelle McKay

- Michael Tucker som Don Tibbles

- Jan Rubeš som Jan

- Carsten Norgaard som Wolf

"Tandläkaren" Stansson
- Maria Ellingsen som Maria

- Joshua Jackson som Charlie Conway,

- Elden Henson som Fulton Reed,

- Shaun Weiss som Greg Goldberg,

- Brandon Adams som Jesse Hall,

- Matt Doherty som Lester Averman,

- Vincent Larusso som Adam Banks,

- Garette Ratliff Henson som Guy Germaine,

- Marguerite Moreau som Connie Moreau,

- Colombe Jacobsen som Julie "The Cat" Gaffney,

- Aaron Lohr som Dean Portman,

- Ty O'Neal som Dwayne Robertson,

- Kenan Thompson som Russ Tyler,

- Mike Vitar som Luis Mendoza,

- Justin Wong som Ken Wu,

- Scott Whyte som Gunnar Stahl,

## Försvunna karaktärer
Mighty Ducks-spelare som var med i första filmen
- Tammy Duncan (ny konståkningstalang blev istället Ken Wu).
- Tommy Duncan
- Terry Hall (trots fortsättningen på karaktärens bror, Jesse)
- Dave Karp (Aaron Schwartz)
- Peter Mark